# Daltonia schiffneri
Daltonia schiffneri är en bladmossart som beskrevs av J. Fröhlich 1953. Daltonia schiffneri ingår i släktet Daltonia och familjen Daltoniaceae. Inga underarter finns listade i Catalogue of Life.